# Min syster och jag
Min syster och jag är en svensk komedifilm från 1950 i regi av Schamyl Bauman. I huvudrollerna ses Sickan Carlsson och Gunnar Björnstrand. Ursprungligen en operett av Berr och Verneuil med musik av Ralph Benatzky. Operetten har framförts i Sverige flera gånger.

## Handling
Den unga godsägarinnan Katarina Hassel ska renovera sitt slott och anställer arkitekten Gunnar Stenwall. Hon blir väldigt förtjust i honom men han tycker att hon bara är en ytlig överklassflicka som helst festar. För att få honom intresserad berättar hon om sin tvillingsyster Birgitta som är servitris i Stockholm som Gunnar borde träffa. Fast hon har förstås ingen tvillingsyster utan åker själv till Stockholm och tar anställning som servitris...

## Om filmen
Filmen hade premiär den 26 januari 1950 på biograf Astoria i Stockholm.
Min syster och jag har visats i SVT, bland annat 1978, 1993, 1997, 2001 och i juli 2020.

## Rollista i urval
- Sickan Carlsson – Katarina Hassel (alias Birgitta)
- Gunnar Björnstrand – Gunnar Stenwall
- Elof Ahrle – Julius Jöhs, krögare
- Olof Winnerstrand – baron Baltzar von Goosen
- Nils Ericson – baron Pontus von Goosen, Baltzars son
- Carin Swensson – Maria
- Cécile Ossbahr – Irene Jöhs, Julius dotter och servitris
- Per Grundén – baron Göran von Kullenberg
- Marianne Gyllenhammar – Liselotte
- Anna-Lisa Baude – Selma, Julius hustru

## Musik i filmen
- Introduktion, kompositör Ralph Benatzky, instrumental
- I sommarens soliga dagar, text Gustaf Emanuel Johansson, sång Birger Sahlberg
- Man älskar i Mexiko, kompositör Ralph Benatzky, text Sverker Ahde och Sölve Cederstrand, sång Sickan Carlsson, Per Grundén och Marianne Gyllenhammar med flera
- Jag bjuder på vin, kompositör Ralph Benatzky, text Sverker Ahde och Sölve Cederstrand, sång Nils Ericson, Per Grundén och Sickan Carlsson
- Med en smula kärlek, kompositör Ralph Benatzky, text Sverker Ahde och Sölve Cederstrand, sång Sickan Carlsson och Gunnar Björnstrand
- Impromptu, piano, nr 4, op. 90, Ass-dur, kompositör Franz Schubert, instrumental
- Wienermelodi, kompositör Håkan von Eichwald, instrumental
- Kvinnor och champagne, text Alma Rek, instrumental
- En Wienervals, kompositör Ralph Benatzky, text Herman som är en okänd pseudonym för en svensk sångtextförfattare
- Vals (Benatzky) (Här möts vi min käre vän), kompositör Ralph Benatzky, text Sverker Ahde och Sölve Cederstrand, sång Elof Ahrle
- Tango (Benatzky), kompositör Ralph Benatzky, instrumental